# Tadeusz Gajda (żołnierz)

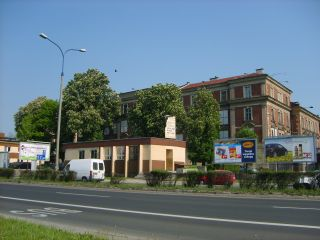
Miejsce śmierci por. Tadeusza Gajdy

Tadeusz Gajda ps. „Tarzan” (ur. 15 lutego 1924 w Charzewicach, zm. 14 października 1946 w Krakowie) – polski żołnierz podziemia niepodległościowego, żołnierz wyklęty, kapitan, żołnierz Armii Krajowej (NOW-AK). Dowódca oddziału Narodowego Zjednoczenia Wojskowego.

## Życiorys
Syn Józefa i Marii z domu Łuczak. Ukończył szkołę powszechną i cztery klasy w Państwowym Gimnazjum im. Stefana Czarnieckiego w Nisku. Od 1940 roku pracował w firmie drzewnej w Rudniku. W 1941 roku za sprawą swojego ojca wstąpił do Narodowej Organizacji Wojskowej. Po scaleniu NOW z AK znalazł się w plutonie dywersyjnym placówki AK Nisko. Latem 1943 roku rozpoczął konspiracyjny kurs podchorążych, którego nie ukończył z powodu „wsypy”. Otrzymał rozkaz zgłoszenia się do obozu partyzanckiego Franciszka Przysiężniaka, ps. „Ojciec Jan”. Tam ukończył kurs i został awansowany do stopnia plut. pchor.
Brał udział w walkach toczonych w ramach niemieckiej operacji przeciwpartyzanckiej „Sturmwind I”. Prawdopodobnie wówczas odznaczony został sowieckim medalem „Za odwagę”. Od września 1944 roku poszukiwany przez NKWD i Urząd Bezpieczeństwa. Celem uniknięcia aresztowania zgłosił się do służby w LWP. Przydzielono go do 25. Pułku Piechoty 10. DP LWP z zachowaniem stopnia z AK. Zdekonspirowany jako żołnierz NOW był przesłuchiwany przez „Smiersz”. W lutym 1945 roku, po rozpoczęciu aresztowań byłych żołnierzy AK, zdezerterował i powrócił do Niska.
W połowie marca 1945 roku został skierowany do Kuryłówki, gdzie formowały się oddziały leśne NZW. Przydzielono go do dyspozycji ppor. Mariana Szymańskiego, komendanta NOW na powiat Tarnobrzeg. Po śmierci Mariana Szymańskiego (zastrzelonego przez funkcjonariusza Milicji Obywatelskiej) Tadeusz Gajda objął jego stanowisko. Na polecenie „Ojca Jana” sformował oddział partyzancki. W czerwcu 1945 roku nie podporządkował się rozkazom nakazującym mu rozwiązanie oddziału. W lipcu miał pod sobą 55 żołnierzy, na czele których przeprowadził szereg akcji antykomunistycznych. Od lutego 1946 roku był inspektorem PAS inspektoratu NZW „Tatar”.
Według raportów grupy Zrzeszenie Wolność i Niezawisłość, jego grupa była „bandą", w której skład wchodzi „element przestępczy, złodzieje kolejowi, dezerterzy z Wojska Polskiego".

## Działalność antykomunistyczna i inne
- Uczestnik walk na Porytowym Wzgórzu
- Jego oddział rozbroił posterunek MO w Zbydniowie[5] i przeprowadził kilka akcji na posterunki MO
- Walczył z NKWD pod Kuryłówką
- Przeprowadził ok. 28 akcji przeciw PPR, NKWD, UB

Aresztowany 7 sierpnia 1946 roku przez funkcjonariuszy PUBP Tarnów i WUBP Kraków. Wyrokiem WSR w Krakowie z 27 września 1946 roku skazano go na karę śmierci i wyrok wykonano 14 października 1946 roku w więzieniu przy ulicy Montelupich w Krakowie. Sąd Wojewódzki w Tarnowie 8 listopada 1991 roku unieważnił wyrok. Został zrehabilitowany za działalność na rzecz niepodległego bytu państwa polskiego.
Został pochowany na Cmentarzu Rakowickim, jego szczątki zostały odnalezione w wyniku prac ekshumacyjnych w 2017 roku, a o ich identyfikacji poinformowano publicznie 4 października 2018 roku.
W 2019 roku rodzina podjęła decyzję o przeniesieniu jego szczątków do grobu na cmentarzu w Rozwadowie.
5 października 2019 roku odbył się pogrzeb jego szczątków na cmentarzu w Rozwadowie.